# Conversione all'Islam
La conversione all'Islam significa l'accettazione dell'Islam come religione o fede e il rifiuto di qualsiasi altra religione o forma di irreligiosità.

## Requisiti
La conversione all'Islam richiede di dichiarare la shahādah, la professione di fede musulmana ("Non c'è dio all'infuori di Allah, Maometto è il profeta di Allah"; arabo classico: أَشْهَدُ أَن لا إِلٰهَ إلَّا الله و أَشْهَدُ أَنَ م ُحَمَّدًا رَسُول الله). Nella religione islamica si ritiene che tutti siano musulmani alla nascita.
Nell'Islam, la circoncisione è considerata un'usanza della Sunna che non è menzionata nel Corano ma è menzionata nei aḥādīth. La maggior parte delle opinioni clericali ritiene che la circoncisione non sia richiesta quando si entra nella fede musulmana.

## Attività missionarie islamiche
La daʿwa (in arabo دعوة‎?, lett. invito) è l'atto di invitare o chiamare le persone ad abbracciare l'islam. Nella teologia islamica, lo scopo della da'wa è invitare le persone, musulmane e non musulmane, a comprendere il culto di Dio espresso nel Corano e nella Sunna di Maometto e informarle su Maometto.
La da'wa come "chiamata a Dio" è il mezzo con cui Maometto iniziò a diffondere il messaggio del Corano all'umanità. Dopo Maometto, se ne sono assunti la responsabilità i suoi seguaci e la comunità musulmana, che trasmettono il messaggio del Corano fornendo informazioni sul perché e come lo stesso predica il monoteismo.
Maometto vedeva l'islam come la vera religione e missione di tutti i profeti precedenti. Credeva che la loro chiamata fosse limitata alla loro gente, ma che la sua fosse universale. La sua missione come profeta finale era quella di ripetere al mondo intero questa chiamata e l'invito (da'wa) all'islam. Maometto scrisse a vari governanti non musulmani, invitandoli a convertirsi.

## Tasso di conversione
Contare il numero dei convertiti a una religione è difficile, perché alcuni censimenti nazionali chiedono alle persone quale sia la loro religione, ma non chiedono se si sono convertiti alla fede attuale e, in alcuni paesi, le conseguenze legali e sociali rendono difficile la conversione, come ad esempio la condanna a morte per aver abbandonato l'islam in alcuni paesi musulmani. I dati statistici sulla conversione da e verso l'islam sono scarsi.
Secondo uno studio pubblicato nel 2011 da Pew Research, le poche informazioni disponibili suggeriscono che la conversione religiosa non ha alcun impatto netto sulla popolazione musulmana globale poiché il numero di persone che si convertono all’islam è più o meno simile a quello di coloro che lo abbandonano. Secondo un altro studio pubblicato nel 2015 da Pew Research, si prevede che l’islam registrerà un modesto aumento di 3,22 milioni di aderenti attraverso la conversione religiosa tra il 2010 e il 2050, anche se questo modesto impatto renderà l’islam, rispetto ad altre religioni, la seconda religione più grande in termini di guadagni netti attraverso la conversione religiosa dopo la non affiliazione religiosa, che si prevede avrà i maggiori guadagni netti attraverso la conversione religiosa.
Secondo il New York Times, circa il 25% dei musulmani americani sono convertiti. In Gran Bretagna, circa 6.000 persone all'anno si convertono all'islam e, secondo un articolo del giugno 2000 pubblicato nel British Muslims Monthly Survey, la maggioranza dei nuovi convertiti musulmani in Gran Bretagna erano donne. Secondo l'Huffington Post "sebbene i numeri esatti siano difficili da calcolare, gli osservatori stimano che fino a 20.000 americani si convertono all'islam ogni anno".
Secondo Pew Research, il numero di americani convertiti all’islam è più o meno uguale al numero di musulmani americani che abbandonano la religione, a differenza di altre religioni, in cui il numero di coloro che abbandonano è maggiore del numero di convertiti. Il 77% dei nuovi convertiti all'islam proviene dal cristianesimo, mentre il 19% non era religioso.
Secondo Guinness, tra il 1990 e il 2000, si sono convertite all'islam circa 12,5 milioni di persone in più rispetto a quelle convertite al cristianesimo.
Nonostante ciò, l’islam rimane, a livello globale, la seconda religione con il secondo maggior numero di convertiti netti alla religione, con circa 420.000 persone in più che si sono convertite all’islam rispetto a quelle che hanno abbandonato l’islam tra il 2015 e il 2020. Questo numero viene superato dal numero di persone (7.570.000) che passano da "religiose" a "non affiliate".
Nel 2010, il Pew Forum ha rivelato "che i dati statistici sulle conversioni musulmane sono scarsi e, secondo le poche informazioni disponibili, non vi è alcun guadagno o perdita netta sostanziale di musulmani dovuta alla conversione religiosa." Ha inoltre affermato che "il numero di persone che abbracciano l’islam e il numero di coloro che abbandonano l’islam sono più o meno uguali. Pertanto, questo rapporto esclude la conversione religiosa come fattore diretto dalla proiezione della crescita della popolazione musulmana." Le persone che cambiano religione probabilmente non avranno alcun effetto sulla crescita della popolazione musulmana, poiché il numero di persone che si convertono all'islam è più o meno simile a coloro che lo lasciano. Un altro studio ha rilevato che, tra il 2010 e il 2050, il numero di persone che lasceranno l'islam sarà di 9.400.000 e il numero di convertiti all'islam sarà di 12.620.000, quindi il guadagno netto verso l'islam attraverso la conversione dovrebbe essere di 3 milioni, soprattutto dall’Africa subsahariana (2,9 milioni).
Secondo un sondaggio di Pew Research del 2017, tra il 2010 e il 2015 "si stima che 213 milioni di bambini siano nati da madri musulmane e circa 61 milioni di musulmani siano morti, il che significa che l'aumento naturale della popolazione musulmana - cioè il numero di nascite meno il numero di morti – è stato di 152 milioni in questo periodo", e ha aggiunto piccoli guadagni netti attraverso la conversione religiosa all'islam (420.000). Secondo il medesimo sondaggio, entro il 2060 i musulmani rimarranno la seconda religione più diffusa al mondo; e se le tendenze attuali continuano, il numero dei musulmani raggiungerà i 2,9 miliardi (pari al 31,1%).
Nel 2013 è stato riportato che circa 5.000 britannici si convertono all'islam ogni anno, per la maggior parte donne. Secondo un precedente censimento del 2001, i sondaggi avevano rilevato un aumento di 60.000 conversioni all'islam nel Regno Unito. Molti convertiti all'islam hanno affermato di aver subito ostilità da parte delle loro famiglie. Secondo un rapporto della CNN, "l'islam ha attirato convertiti da tutti i ceti sociali, in particolare dagli afroamericani". Gli studi stimano che circa 30.000 persone si convertano all'islam ogni anno negli Stati Uniti. Secondo il New York Times, circa il 25% dei musulmani americani sono convertiti, per lo più afroamericani. Secondo l'Huffington Post, "gli osservatori stimano che fino a 20.000 americani si convertono all'islam ogni anno", la maggior parte dei quali sono donne e afroamericani. Gli esperti sostengono che le conversioni all'islam sono raddoppiate negli ultimi 25 anni in Francia; tra i sei milioni di musulmani presenti in Francia, circa 100.000 sono convertiti. D’altra parte, secondo Pew Research, il numero di americani convertiti all’islam è più o meno uguale al numero di musulmani americani che abbandonano l’islam e questo a differenza di altre religioni negli Stati Uniti dove il numero di coloro che abbandonano queste religioni è maggiore rispetto al numero di coloro che si convertono ad esse, e la maggior parte delle persone che lasciano l'islam non si convertono ad altre religioni; secondo lo stesso studio gli ex musulmani hanno maggiori probabilità di diventare cristiani rispetto agli ex indù o agli ex ebrei.